# Золотая Рыбка (персонаж)
Золотая Рыбка — фольклорный и литературный персонаж. Рыба, умеющая говорить на человеческом языке и исполнять желания.

## Фольклор и литература
Золотая рыбка (или любая другая рыба, наделённая волшебными качествами) встречается в фольклоре ряда народов. В сказках она обычно выполняет роль волшебного помощника, предлагая и выполняя определённую услугу (исполнение желания или приход на помощь в сложной ситуации) в благодарность за то, что поймавший отпустит её. При этом жадность благодетеля, как правило, сурово наказывается.
Самое известное в России произведение о Золотой Рыбке — «Сказка о рыбаке и рыбке» А. С. Пушкина. Есть мнение, что сюжет был позаимствован Пушкиным из сказки братьев Гримм «О рыбаке и его жене».

## Золотая рыбка в советской мультипликации
В роли волшебного помощника, способного исполнить желания, золотая рыбка является персонажем ряда советских мультфильмов:
- «Сказка о рыбаке и рыбке» (режиссёр А. Птушко, «Мосфильм», 1937)
- «Сказка о рыбаке и рыбке» (режиссёр М. Цехановский, «Союзмультфильм», 1950)
- «Вовка в Тридевятом царстве» (режиссёр Б. Степанцев, «Союзмультфильм», 1965)
- «Леопольд и золотая рыбка» (режиссёр А. Резников, т/о «Экран», 1975)
- «Мама, папа и Золотая рыбка» (режиссёр В. Костылева, «Киевнаучфильм», 1976)

## Родина Золотой рыбки
Золотая Рыбка как русский фольклорный герой имеет сразу две «родины», где персонаж раскручивается в качестве туристического бренда территории.
В 2008 году стартовал проект «Белоозеро — Царство Золотой Рыбки» в Вашкинском районе Вологодской области. Родиной сказочного героя был объявлен административный центр района — село Липин Бор. Идеологической основой проекта стало традиционное развитие рыболовецкого промысла в районе (село Липин Бор расположено на берегу Белого озера), а также изображение на гербе района рыбы уклейки. На местном диалекте она называется «вашкалок»; утверждается, что это слово в переводе с вепсского языка означает «медная рыбка». К 2009 году в посёлке открылись Дом рыбы и рыболовства с музейной экспозицией, построен Терем Золотой Рыбки, активизировалась работа мастеров художественных промыслов. Каждый год 16 июня в Липином Бору проходит праздник «День Рождения Золотой Рыбки». Число туристов за 9 месяцев 2009 года составило 12 тыс. человек (в 2006 году, до начала реализации проекта — 300 человек).
В 2011 году координатор проекта «Сказочная карта России» Алексей Козловский объявил «Родиной Золотой Рыбки» село Большое Болдино Нижегородской области, где А. С. Пушкин, по его словам, написал свою знаменитую сказку. Козловский также сообщил, что тогдашнему губернатору области Валерию Шанцеву было отправлено письмо с предложениями по развитию туристической инфраструктуры. По состоянию на январь 2012 года информации о развитии проекта в широком доступе не было.

## Памятники Золотой Рыбке
В ряде городов установлены памятники Золотой Рыбке, которые обретают среди горожан и туристов репутацию «исполнителя желаний». В настоящее время памятники героине сказки А. С. Пушкина установлены в Ишимбае, Калуге, Санкт-Петербурге, Астрахани, Кемерове, Донецке, Новосибирске.